# Phlegra moesta
Phlegra moesta är en spindelart som beskrevs av Denis 1964. Phlegra moesta ingår i släktet Phlegra och familjen hoppspindlar. Inga underarter finns listade i Catalogue of Life.